# Rik Bonness
Rik Bonness é um ex-jogador profissional de futebol americano estadunidense

## Carreira
Rik Bonness foi campeão da temporada de 1976 da National Football League jogando pelo Oakland Raiders.